# Île Vierge (fyr)
Fyren Île Vierge är belägen på ön med samma namn. Ön ligger 1,5 km nordväst om Bretagnes kust, mittemot staden Lilia på fastlandet. Fyren är med sina 82 meter världens högsta konventionella fyr, om man undantar fyrar som byggts på senare år som monument, utsiktstorn, restauranger med mera.
Fyren är byggd av granitblock under åren 1897–1902. Den ersatte då en äldre fyr från 1842–1845, som fortfarande finns på plats. Den nya fyren är rund till omfånget och konformad. Fyrens insida är klädd med 12 500 brickor av opalglas, tillverkade av Saint-Gobain. 360 trappsteg av sten och 32 av järn leder upp till fyrhuset. Fyren elektrifierades år 1952. Ursprungligen vilade optikmontaget i ett kvicksilverbad, men år 1983 ersattes den tidigare mekanismen av en elmotor. En generator installerades år 1959, och kompletteras numera av ett vindkraftverk. Fyren avger två ljusstrålar, vilka tillsammans ger en ljusblixt var 5:e sekund. Ljuset kan ses på 27 sjömils avstånd. Från 2010 är fyren helt automatiserad, och styrs från Phare du Créac’h.
Fyren är bemannad. Fyrvaktarnas uppgifter är att vidmakthålla de mekaniska och elektriska funktionerna, samt att visuellt bevaka fyrarna längs norra kusten av Finistère, från Ouessant till Île de Batz.

## Galleri

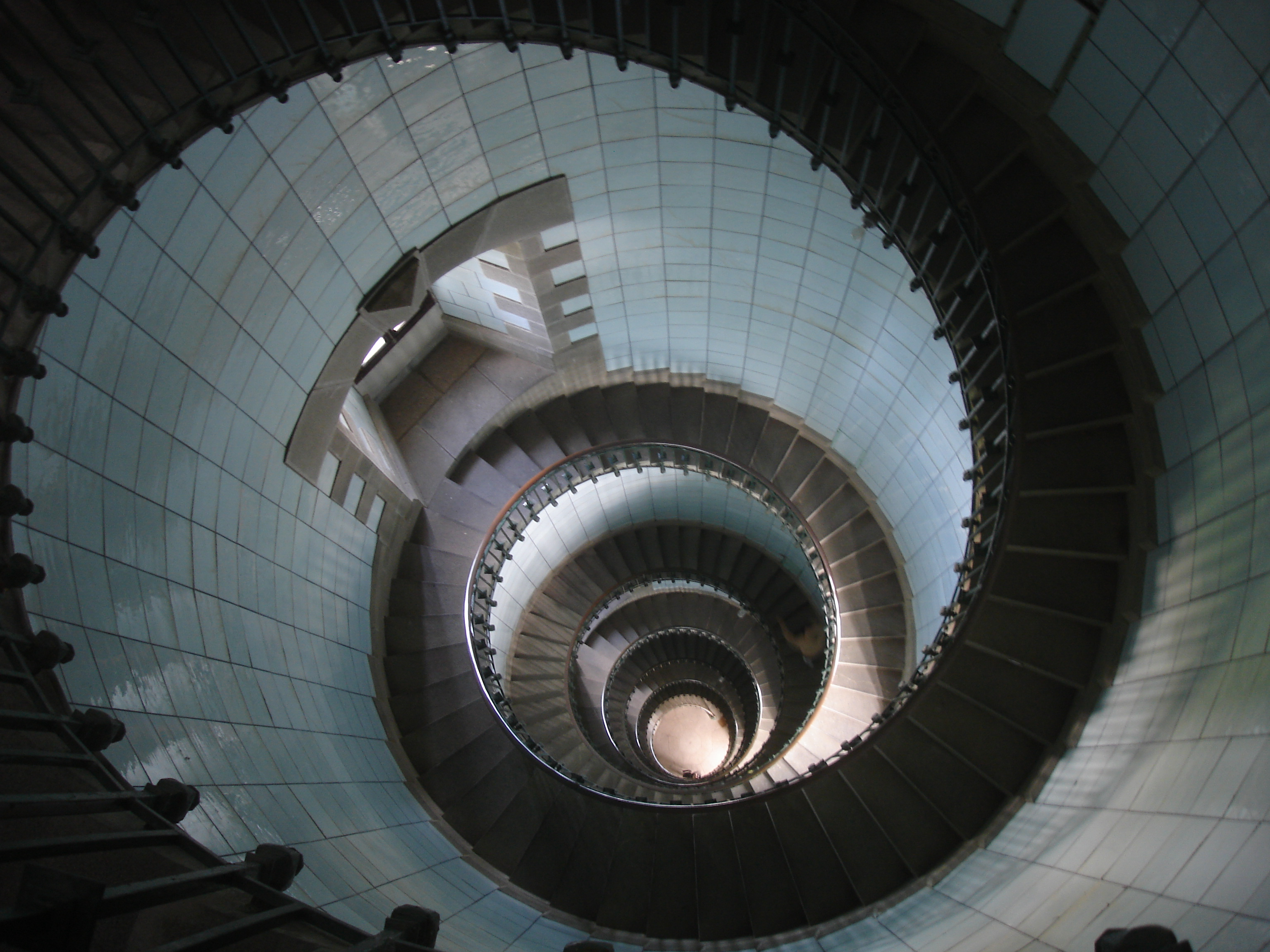
Trappan i fyren
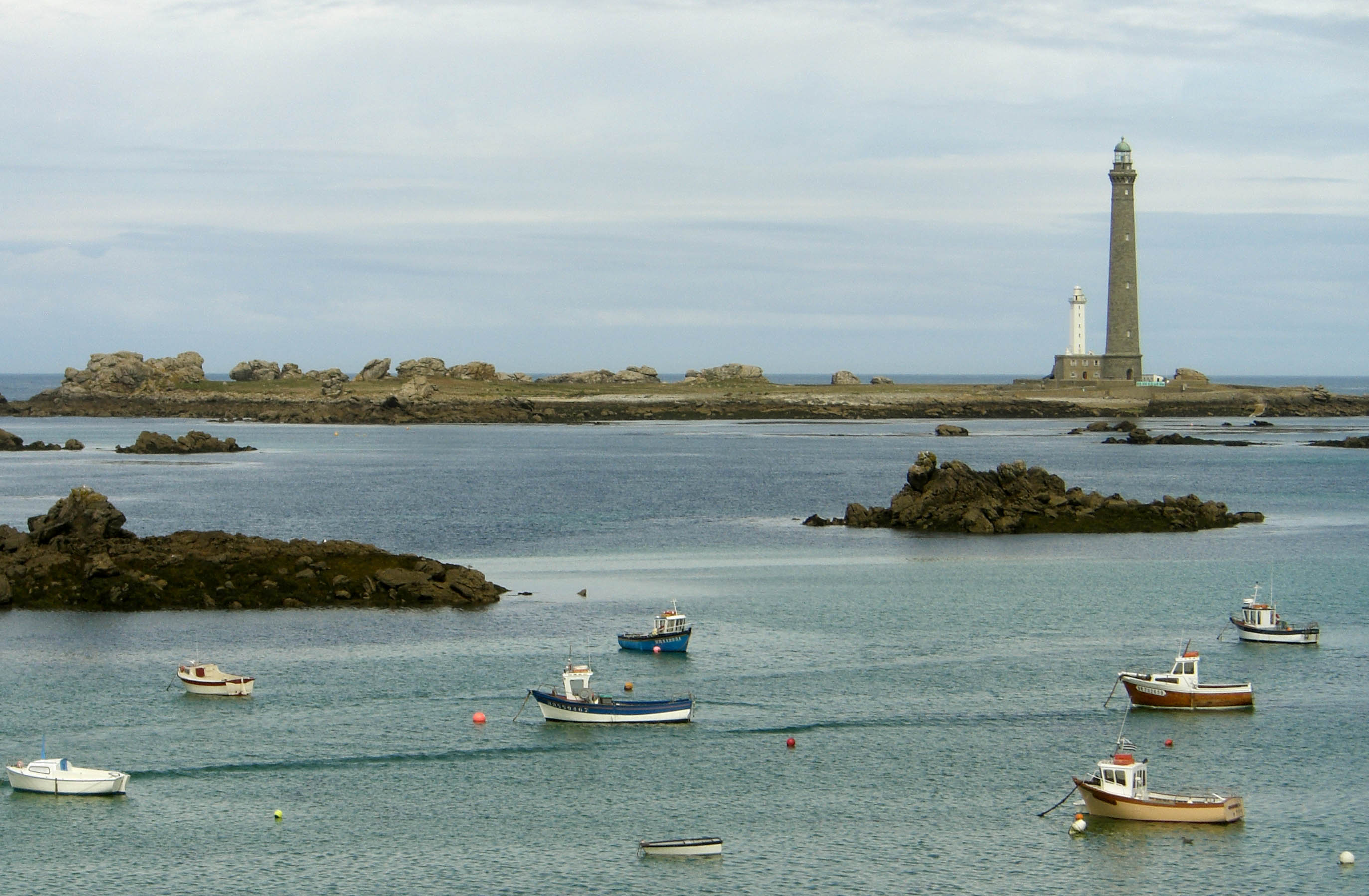
Fyrens läge vid kusten
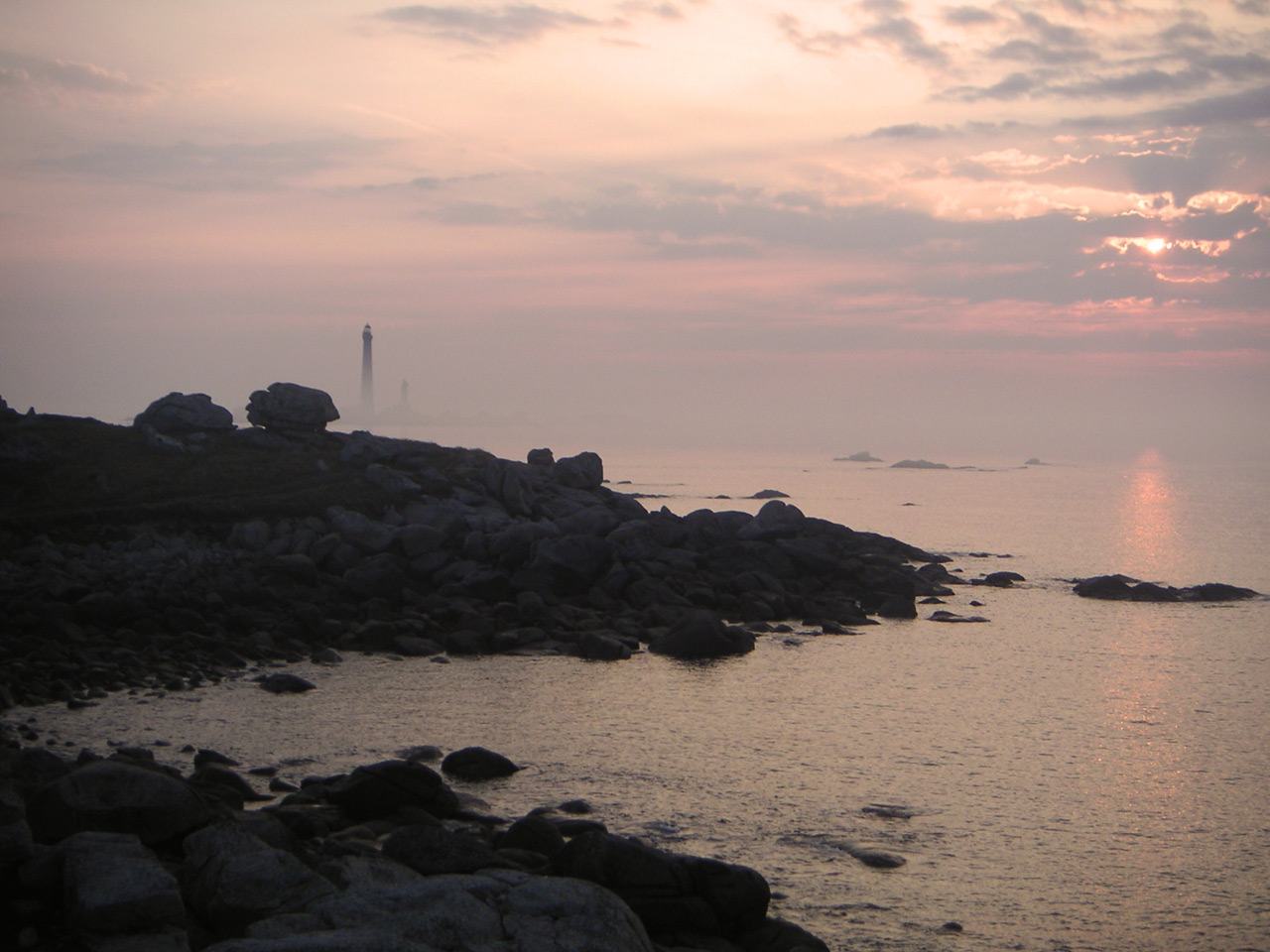
Fyren i solnedgången